# かながわ信用金庫
かながわ信用金庫（かながわしんようきんこ、英語: The Kanagawa Shinkin Bank）は、神奈川県横須賀市に本店を置く信用金庫である。
2014年（平成26年）1月6日に三浦藤沢信用金庫から改名した。同じ神奈川県内を営業地区とする平塚信用金庫、さがみ信用金庫と「TRIbank（トライバンク）」の名で提携関係にある。

## 営業区域
2014年（平成26年）時点において、神奈川県の広い範囲および東京都町田市、大田区 。

湘南信用金庫とは完全に競合関係にある。

## 沿革
- 1951年（昭和26年）
  - 1月 - 藤沢市信用組合設立。
  - 3月20日 - 横須賀三浦信用協同組合設立。
- 1952年（昭和27年）
  - 3月 - 横須賀三浦信用金庫に改組。
  - 6月 - 藤沢市信用組合が藤沢市信用金庫に改組。
- 1965年（昭和40年）12月 - 藤沢市信用金庫が藤沢信用金庫に改称。
- 1967年（昭和42年）4月 - 横須賀三浦信用金庫が三浦信用金庫に改称。
- 1991年（平成3年） - 三浦信用金庫と藤沢信用金庫（統一金融機関コード1285）が、存続金庫を三浦で合併し、三浦藤沢信用金庫に改称[4]。藤沢の本店は、藤沢営業部となっている。
- 2007年（平成19年）9月3日 - 新生銀行とのATM相互出金利用提携を開始。
- 2014年（平成26年）1月6日 - かながわ信用金庫に改称[1][2]。
- 2015年（平成27年）12月31日 - 新生銀行とのATM相互出金利用提携を終了。
- 2020年（令和2年）6月22日 - この日から磁気の影響を受けにくい新しい通帳（Hi-Co通帳）を取扱開始した(Hi-Co通帳に対応していない信用金庫ATMではHi-Co通帳は使えない。) [5]。

## 事件
- 1995年（平成7年）10月、横浜市泉区内の支店に勤務する行員が複数の顧客の定期預金等約57万円を着服していたことが発覚。全支店で過去3年分を調査したところ、他の6支店で6人の行員が着服していた。着服金額は泉区内の支店の事例を含め7人で総額約4500万円。職員や家族が全額を弁済したため、告訴はしなかった[6]。

- 1996年（平成8年）より横須賀市内の支店で出納係を担当していた行員が、1996年ごろから1999年2月にかけて夜間金庫を利用していた横須賀市内の自営業者の現金約2000万円を着服。1999年に自営業者から問い合わせがあり発覚した[7]。

- 2002年（平成14年）2月より藤沢営業部の窓口業務に従事していた行員が、複数回にわたり預金を着服。2004年10月に顧客からの問い合わせで総額1億余りになる事実が確認され、11月に懲戒解雇及び神奈川県警察藤沢警察署に告訴し、2005年1月18日業務上横領容疑で逮捕された[8]。
- 2006年（平成18年）12月、300万円余りの融資返済金を行員が着服。2009年4月、顧客からの問い合わせで着服の事実が発覚。金銭の返還があり、事件発覚前に退職していたため、刑事告発は行われず、理事長以下の処分が行われた[9]。
- 2010年（平成22年）、関東財務局の検査により、事業性融資や住宅ローンなどの融資事業を、暴力団関係者ら反社会的勢力に行っていたことが発覚した。4月16日に関東財務局より業務改善命令が出された。経営陣はトラブル回避を優先し、取引を容認していた。これにより会長および審査担当役員は退任。前年に不適切融資を指摘され、対応を取ったとされたばかりであった[10][11]。